# Dommerens Hustru
Dommerens Hustru er en dansk stumfilm fra 1916, der er instrueret af Alexander Christian efter manuskript af Carl Gandrup.

## Handling
Denne artikel mangler et handlingsreferat. Hjælp os med at skrive det.

## Medvirkende
- Gunnar Sommerfeldt - Hans von Fürst, dommer
- Peter Jørgensen - Breitenberg, partikulier
- Mathilde Felumb Friis - Fru Breitenberg
- Stella Lind - Inga, Breitenbergs datter
- Kai Lind - Gerhard, Breitenbergs søn
- Hugo Bruun - Poul Engelhardt, musiker